# Mer om oss barn i Bullerbyn
Mer om oss barn i Bullerbyn är en svensk dramafilm från 1987, i regi av Lasse Hallström. Den är uppföljare till Alla vi barn i Bullerbyn från 1986.

## Handling

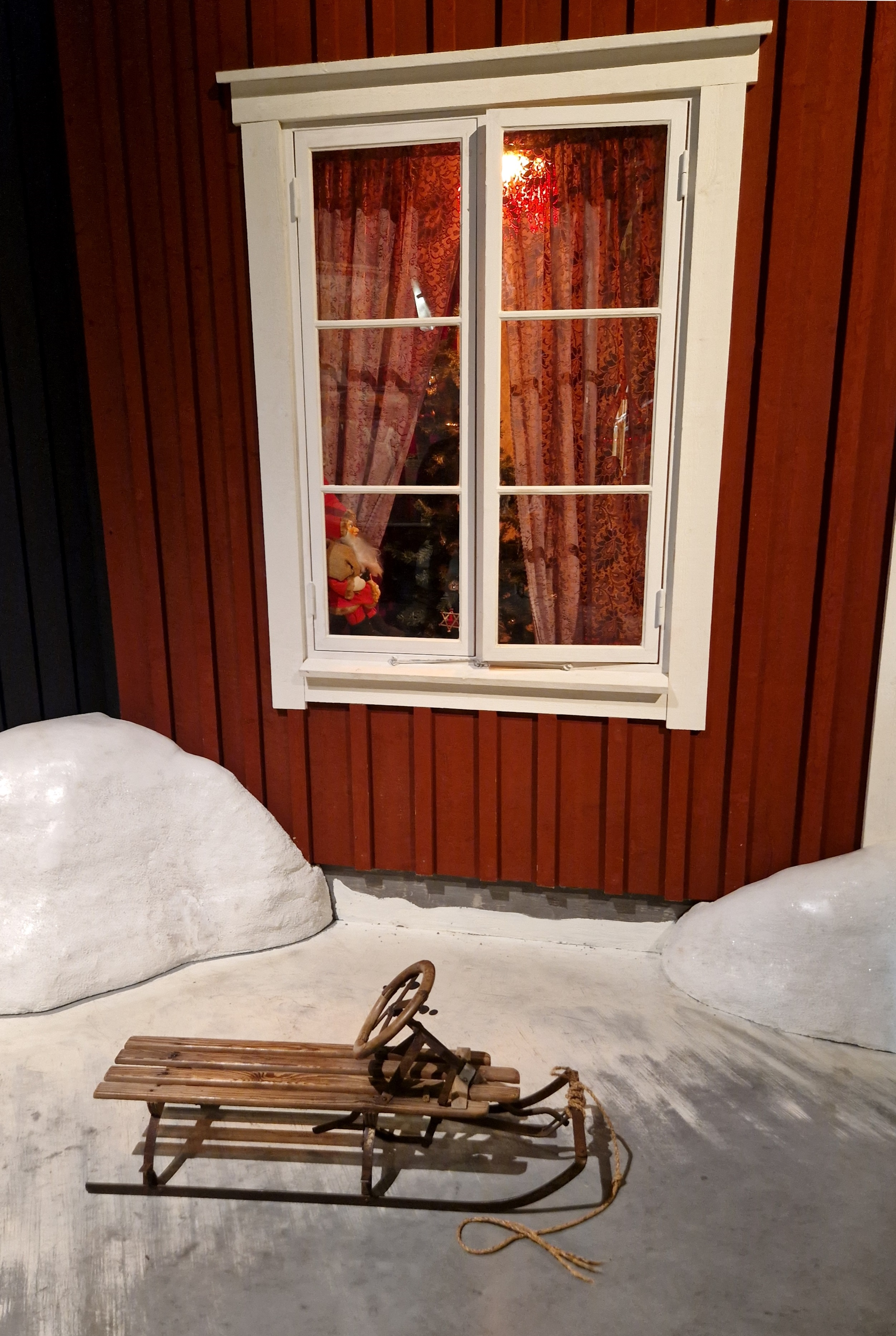
Jul i Bullerbyn.

Sommarlovet är slut och det är dags för barnen i Bullerbyn att börja skolan igen. Lisa börjar berätta om första skoldagen och höstplöjningen med sina bröder Lasse och Bosse och grannbarnen Britta, Anna, Olle och Kerstin. 
När vintern kommer måste barnen gå hem från skolan mitt i en snöstorm och söka skydd hos den sure skomakaren. På juldagen åker alla familjer till moster Jenny på julkalas, och dagen därpå åker barnen skridskor på sjön som slutar med att Lasse trillar i en vak men räddas av de andra barnen.
Sedan lider mot nyårsafton inför det året 1929, där flickorna vill smyga på pojkarnas nyårsvaka som dock skrämmer flickorna med smällare bakifrån. Lisa berättar sedan om ett aprilskämt i skolan, där de ställer om lärarinnans väggklocka och till sist berättar Lisa om en klen lammunge hon tar hand om, som växer till sig och som dessutom följer med henne till skolan.

## Om filmen
Som förlaga låg Astrid Lindgrens barnböcker Alla vi barn i Bullerbyn, Mera om oss barn i Bullerbyn och Bara roligt i Bullerbyn. Denna film var den sista långfilmen som Astrid Lindgren skrev manus till. Efter denna skrev hon ännu ett par kortfilmer. 
1986 hade föregångaren Alla vi barn i Bullerbyn haft premiär och 1989 klipptes de bägge filmerna om till en TV-serie i sju avsnitt med några extrascener, där Mer om oss barn i Bullerbyn motsvarar andra halvan av fjärde och de tre sista avsnitten: ”När vi fångar kräftor då är det snart slut på sommarlovet”, ”Jul och Nyår... då har vi roligt”, ”Å, vad det är härligt om våren” och ”Anna och jag tänker bli barnsköterskor... kanske”.

## Rollista
- Linda Bergström - Lisa (även berättarröst)
- Henrik Larsson - Bosse
- Crispin Dickson Wendenius - Lasse
- Ellen Demérus - Britta
- Anna Sahlin - Anna
- Harald Lönnbro - Olle
- Tove Edfeldt - Kerstin
- Sören Petersson - Norrgårds-Erik
- Ann-Sofie Knape - Norrgårds-Greta
- Ingwar Svensson - Mellangårds-Anders
- Elisabeth Nordkvist - Mellangårds-Maja
- Bill Jonsson - Sörgårds-Nisse
- Catti Edfeldt - Sörgårds-Elin
- Louise Raeder - pigan Agda
- Peter Dywik - drängen Oskar
- Sigfrid Eriksson - farfar
- Nina Englund - Nanna
- Olof Sjögren - skomakare Snäll
- Ewa Carlsson - lärarinnan
- Britta Sterneland - moster Jenny

## Filmmusik i urval
- Din klara sol går åter opp
- Tryggare kan ingen vara
- Nu ha vi ljus här i vårt hus
- Räven raskar över isen